# Energía cinética rotacional
En el campo de la física, la energía cinética de rotación o energía rotacional es la energía cinética de un cuerpo rígido, que gira en torno a un eje fijo. Esta energía depende del momento de inercia y de la velocidad angular del cuerpo. Mientras más alejada esté la masa del cuerpo respecto al eje de rotación, se necesitará más energía para que el cuerpo adquiera una velocidad angular.
Esto puede ser ilustrado por el siguiente experimento: dos esferas de idéntica masa  y radio se colocan sobre un plano inclinado. Una de las esferas está hecha de un material ligero, como el plástico. Esta esfera es maciza y sólida. La otra esfera, en cambio, es hueca y está hecha de un material más denso que el plástico. La esfera hueca rodará más lentamente, ya que toda su masa se acumula en una delgada capa, que está a una cierta distancia del eje de rotación. La esfera maciza se moverá más rápidamente, ya que porcentualmente sus partículas se encuentran más cerca del eje de rotación y por lo tanto se moverán más lentamente, puesto que éstas describen una trayectoria más corta que las partículas de la superficie de la esfera.
La energía rotacional es, entre otras cosas, de gran importancia para: turbinas, motores, generadores, neumáticos y ruedas, ejes, hélices.

## Momento de inercia

### En mecánica clásica
Un cuerpo que rota en torno al eje x con velocidad angular {\displaystyle \omega } posee la energía rotacional:

{\displaystyle E_{\mathrm {rot} }={\frac {1}{2}}I_{x}\omega ^{2}}

Donde:
{\displaystyle I_{x}}: Momento de inercia del cuerpo en torno al eje x.
{\displaystyle \omega }: Velocidad angular
En general, esto se puede expresar como:

{\displaystyle E_{\mathrm {rot} }={\frac {1}{2}}{\vec {\omega }}^{T}I{\vec {\omega }}={\frac {1}{2}}\sum _{\alpha ,\beta =1}^{3}I_{\alpha \beta }\omega _{\alpha }\omega _{\beta }}

Donde:
{\displaystyle I}: Tensor de inercia
{\displaystyle {\vec {\omega }}}: Velocidad angular

Para calcular la energía de un cuerpo que rota en torno a un eje arbitrario (vector unitario{\displaystyle {\hat {n}}}), la velocidad angular se expresará por sus componentes vectoriales:
{\displaystyle {\vec {\omega }}=\omega {\hat {n}}=\omega \cdot {\begin{pmatrix}n_{1}\\n_{2}\\n_{3}\end{pmatrix}}}   donde   {\displaystyle \left|{\hat {n}}\right|=1}
en el cual los componentes de n que representa los componentes de la dirección del eje de x,y y z. La energía de rotación es ahora:
{\displaystyle E_{\mathrm {rot} }={\frac {1}{2}}\sum _{\alpha ,\beta =1}^{3}I_{\alpha \beta }n_{\alpha }n_{\beta }\omega ^{2}={\frac {1}{2}}\theta _{n}\omega ^{2}}
Aquí es {\displaystyle \theta _{n}} el momento de inercia respecto a un eje arbitrario {\displaystyle {\hat {n}}}
{\displaystyle \theta _{n}=\sum _{\alpha ,\beta =1}^{3}I_{\alpha \beta }n_{\alpha }n_{\beta }}

### Ejemplo
Un cuerpo que gira alrededor de la diagonal formada por su superficie xy tiene la siguiente velocidad angular:
{\displaystyle {\vec {\omega }}=\omega {\hat {n}}}   donde   {\displaystyle {\hat {n}}={\frac {1}{\sqrt {2}}}{\begin{pmatrix}1\\1\\0\end{pmatrix}}}
En consecuencia, el momento de inercia respecto a este eje:
{\displaystyle \theta _{n}={\hat {n}}^{T}I{\hat {n}}={\frac {1}{\sqrt {2}}}\left(1,1,0\right)\left({\begin{matrix}I_{11}&I_{12}&I_{13}\\I_{12}&I_{22}&I_{23}\\I_{13}&I_{23}&I_{33}\\\end{matrix}}\right){\frac {1}{\sqrt {2}}}\left({\begin{matrix}1\\1\\0\\\end{matrix}}\right)={\frac {1}{2}}I_{11}+I_{12}+{\frac {1}{2}}I_{22}}
Ahora uno obtiene la energía rotacional:
{\displaystyle E_{\mathrm {rot} }={\frac {1}{2}}\theta _{n}\omega ^{2}=\left({\frac {1}{4}}I_{11}+{\frac {1}{2}}I_{12}+{\frac {1}{4}}I_{22}\right)\omega ^{2}}

### En mecánica relativista
A diferencia del caso clásico, la energía cinética de rotación en mecánica relativista no puede ser representada simplemente por un tensor de inercia constante y una expresión cuadrática a partir de él en el que intervenga la velocidad angular. El caso simple de una esfera en rotación ilustra este punto; si suponemos una esfera de un material suficientemente rígido para que podamos despreciar las deformaciones por culpa de la rotación (y, por tanto, los cambios de densidad) y tal que su velocidad angular satisfaga la condición {\displaystyle \scriptstyle \omega R<c} se puede calcular la energía cinética {\displaystyle \scriptstyle E_{c}} a partir de la siguiente integral:

{\displaystyle E_{c}+m_{0}c^{2}=\int _{S}{\frac {c^{2}dm}{\sqrt {1-{\frac {v^{2}}{c^{2}}}}}}=2\pi \int _{r=0}^{r=R}\int _{\theta =0}^{\theta =\pi }{\frac {\rho c^{2}}{\sqrt {1-{\frac {r^{2}\omega ^{2}\sin ^{2}\theta }{c^{2}}}}}}r^{2}\sin \theta drd\theta }

Integrando la expresión anterior se obtiene la expresión:

{\displaystyle E_{c}={\frac {3}{2}}m_{0}c^{2}\left({\frac {c}{R\omega }}\right)^{2}\left[1+{\frac {1}{2}}\left({\frac {R\omega }{c}}-{\frac {c}{R\omega }}\right)\ln \left({\frac {c+R\omega }{c-R\omega }}\right)\right]-m_{0}c^{2}}

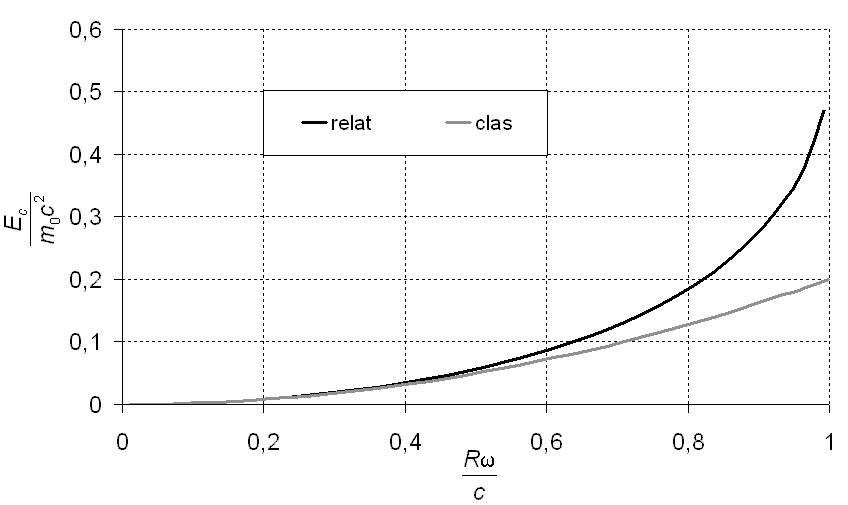
Comparación entre la expresión para la energía cinética de una esfera de acuerdo con la mecánica clásica y la mecánica relativista (aquí R es el radio, ω la velocidad angular y m_{0} la masa en reposo de la esfera.

Para una esfera en rotación los puntos sobre el eje no tienen velocidad de traslación mientras que los puntos más alejados del eje de giro tienen una velocidad {\displaystyle \scriptstyle \omega R}, a medida que esta velocidad se aproxima a la velocidad de la luz la energía cinética de la esfera tiende a crecer sin límite. Esto contrasta con la expresión clásica que se da a continuación:

(*){\displaystyle E_{c}={\frac {1}{2}}I\omega ^{2}={\frac {1}{2}}\left({\frac {2}{5}}m_{0}R^{2}\right)\omega ^{2}}

Paradójicamente, dentro de la teoría especial de la relatividad, el supuesto de que es posible construir un sistema rotar progresivamente más rápido una esfera sobre su eje, lleva a que los puntos más alejados del eje de giro alcancen la velocidad de la luz aplicando al cuerpo una cantidad finita de energía {\displaystyle (E_{c}=mR^{2}\omega ^{2}/2)}. Lo cual revela que el supuesto no puede ser correcto cuando algunos puntos de la periferia del sólido están moviéndose a velocidades cercanas a la de la luz.
Este hecho tiene importancia en algunos objetos astonómicos en condiciones extremas como las estrellas de neutrones donde se ha visto que su frenado magnético sólo puede ser explicado se si se supone un momento magnético dependiente de la velocidad angular que evolucione con el tiempo. Si se aproxima una estrella de neutrones por una esfera, la expresión (*) conlleva que el momento de inercia efectivo vendría dado por:

(*){\displaystyle I_{rot}={\frac {2E_{c}}{\omega ^{2}}}\approx {\frac {2}{5}}m_{0}R^{2}\left[1+{\frac {3}{7}}\left({\frac {R\omega }{c}}\right)^{2}+{\frac {5}{21}}\left({\frac {R\omega }{c}}\right)^{4}+\dots \right]}

## Momento angular

### En mecánica clásica
La energía rotacional se puede expresar a través del momento angular:
{\displaystyle E_{\mathrm {rot} }={\frac {1}{2}}{\vec {\omega }}\cdot {\vec {L}}={\frac {{\vec {L}}^{2}}{2I}}}   donde   {\displaystyle {\vec {L}}=I\cdot {\vec {\omega }}}
Cabe señalar que, en general, el momento angular y la velocidad angular no son paralelas entre sí (excepto en la rotación alrededor de un eje principal de inercia).
- Datos: Q2140940